# Sommethonne
Pour les articles homonymes, voir Somme et Thonne (homonymie).
Sommethonne (en gaumais Soum'toûne ou Soumtône) est une section et un village de la commune belge de Meix-devant-Virton située en Région wallonne dans la province de Luxembourg.
Il fait partie de la Lorraine Gaumaise. C'était une commune à part entière avant la fusion des communes de 1977.

## Toponymie
Thonna (1157), Thonneis (1184), Thone (1230), Summetone (1244), Summethone (1246), Summetonne (1248), Summe thon (1250), Sometonne (1264), Somptonne (1403), Somme Tone (1697) ou encore Septhonne (1760)[réf. nécessaire].
L'origine du nom Sommethonne est sujette à des spéculations. Le village pourrait dériver de la mythologie celte et du dieux de la guerre Theutatès[réf. obsolète]. Émile Tandel propose quant à lui Summa-Thonis, c'est-à-dire le haut de la source de la Thonne[réf. obsolète]. Sommethonne pourrait également venir du gaulois Somme-Thonna, soit « le cours d'eau de la Thonne ».

## Géographie
Le village est délimité à l’ouest et au sud par la frontière française qui le sépare du département de la Meuse et de la région Lorraine.

## Démographie
Au 1er janvier 2017, la population était de 290 habitants.
Le graphique suivant reprend la population résidente au 1er janvier de chaque année.

## Histoire
De nombreux objets datant du Néolithique ont été retrouvés à proximité du village ce qui suggère déjà une occupation des environs à la Préhistoire. À Sommethonne même ont été découverts de nombreux restes de l'époque gallo-romaine. Les plus anciennes traces sont des pièces de monnaie datant de l'époque de César. Des tombes mérovingiennes ont été mises au jour en 1852.
Au Moyen Âge, le village fait partie du Comté de Chiny à la suite d'une donation du comte Thibaut II de Bar au comte Louis V de Chiny. Sommethonne est affranchie à la loi de Beaumont en 1239. La charte a quant à elle été perdue avec le temps, mais d'autres sources confirment l'affranchissement. La première église et son cimetière furent aménagés entre 1230 et 1244.
Au XVIIe siècle, la succession de conflits armés (guerre de Trente Ans, la guerre franco-espagnole ou encore les guerres de Louis XIV) et d'épidémies (peste, famine) déciment la population. À travers le traité des Pyrénées, le Royaume de France annexe la place de Montmédy et sa région. Sommethonne devient pour la première fois française tout comme Gérouville. La France fait construire des fortifications et des redoutes à ses nouvelles frontières. C'est le cas ici avec l’aménagement de trois redoutes à la Croix Jean de Paris, Mohimont et Pierret.
Le village est ensuite cédé aux Pays-Bas autrichiens en 1779 en échange des propriétés de Gernelle et Rumelle enclavées dans le Royaume de France.
La révolution française éclate en 1789 mais n'est pas très populaire. Un détachement de volontaires est formé afin de pour contrer les sans-culottes français. Le 25 octobre 1793, la garnison révolutionnaire de la citadelle de Montmédy confisque la cloche et récolte les dîmes. Le prêtre de la paroisse est obligé de fuir. Un pic anormal de décès (22) est enregistré cette année-là. La France annexe les Pays-Bas autrichiens et donc Sommethonne en 1794, avant d'être attribué aux Pays-Bas en 1815 et à la Belgique en 1830. Le village ne sera réellement belge qu'en 1839 quand le cas du Luxembourg sera réglé avec le traité des XXIV articles.
La localité est rattachée à la commune de Villers-la-Loue en 1823 jusqu'en 1878. La nouvelle église est achevée en 1902 après seulement 10 mois de construction.
La Gaume subit directement la bataille des trois frontières. Sommethonne est vite sous occupation. S'ensuivront des réquisitions et déportations. Une Kommandantur s'installe à la rue Haute. Le village sert de lieu de repos pour les troupes allemandes à l'arrière du front. En 1940, l'armée française fait sauter les ponts des environs et bat en retraite. Une grande partie des villageois fuient le 11 mai vers la France et s'installent provisoirement à Gomméville. Le 17 juin, le groupe décide de faire demi-tour et rentrer. Ils arriveront à Sommethonne le 30 juin 1940 et retrouveront le village bombardé et leurs maisons pillées. Les Américains entrent dans Sommethonne le 8 septembre 1944.
Sommethonne comprend également la ferme du Hayon où se dressait l'ancien hameau de Nordrechamps. Il est cité en 1150 car l'église tombe en ruine. Selon les fouilles entreprises sur place, l'on peut estimer la fondation du hameau au IVe siècle sur des restes d'habitations romaines. Le hameau cessera finalement d'exister au profit du domaine actuel.

## Patrimoine et culture

### Patrimoine architectural
- L’église est dédiée à saint-Maurice[8].
- La ferme du Hayon.